# Ponte San Moisè

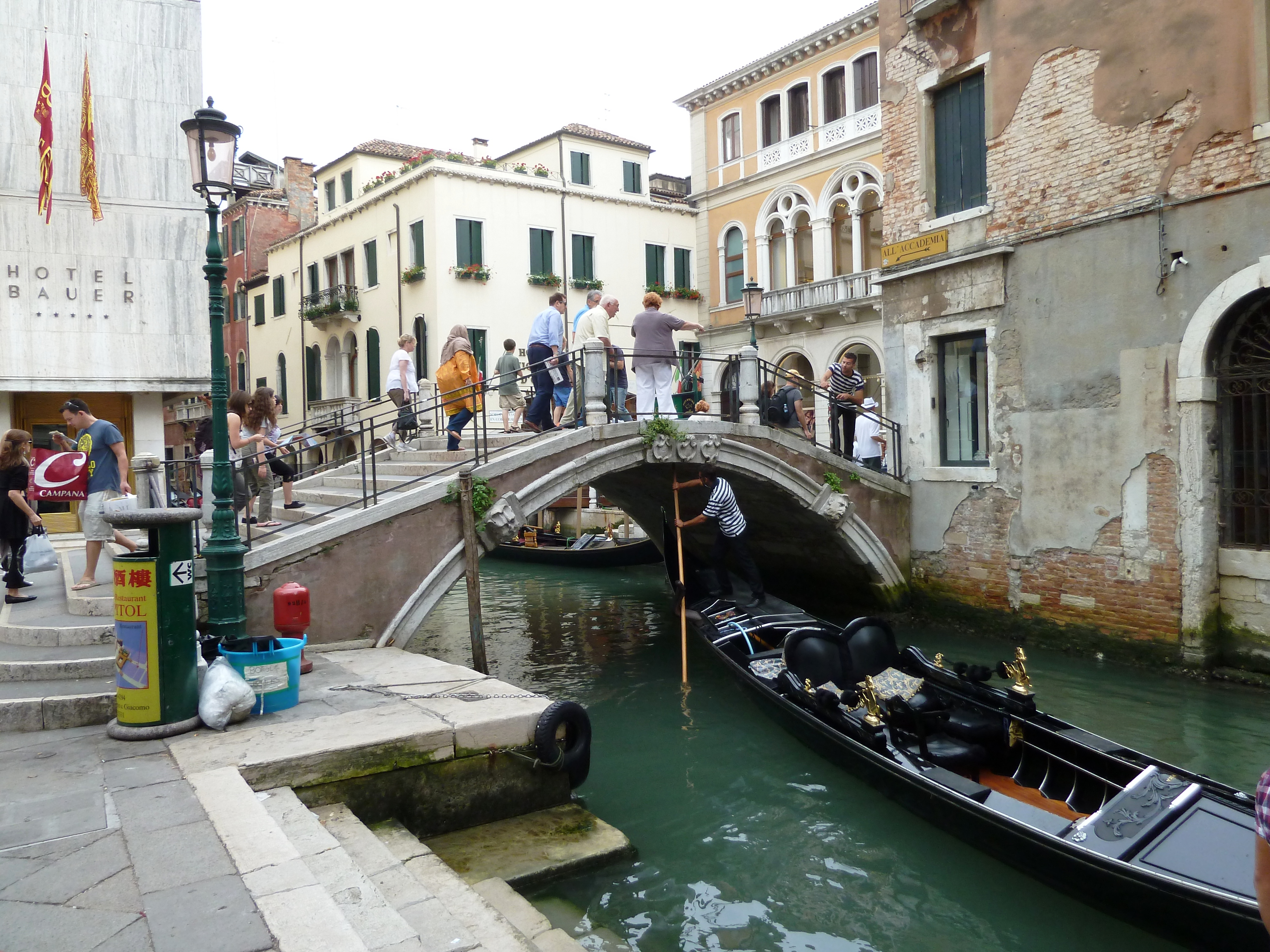
Rio und Ponte San Moisè

Die Ponte San Moisè ist eine Brücke im Sestiere San Marco in Venedig, die den Rio de San Moisè überspannt und die Calle Larga XXII Marzo mit dem Campo San Moisè verbindet.
Ihren Namen verdankt sie der naheliegenden Kirche San Moisè. Die an die Brücke anschließenden Straßen Salizada San Moisè und die Calle Larga XXII Marzo können als die elegantesten Geschäftsstraßen Venedigs bezeichnet werden. Viele namhafte Modemarken sind dort vertreten.